# Linha de pobreza
Linha de pobreza é o termo utilizado para descrever o nível de renda anual com o qual uma pessoa ou uma família não possui condições de obter todos os recursos necessários para viver. A linha de pobreza é, geralmente, medida em termos per capita (expressão latina que significa "por cabeça") e diversos órgãos, sejam eles nacionais ou internacionais, estabelecem índices de linha de pobreza.

## Índices de Linha de Pobreza
Não há consenso sobre qual critério deve ser adotado como linha de pobreza.
Um dos mais bem aceitos é o do Banco Mundial, que por muitos anos usou como linha-padrão de pobreza aqueles que viviam com menos de 1 dólar por dia. Em 2015, o organismo internacional fez uma atualização no valor do índice, elevando-o ao patamar de US$ 1,90 por dia em termos de paridade de poder de compra (PPC). O valor de US$ 1,90 representa a média das linhas da pobreza encontradas nos 15 países mais pobres, segundo consumo e renda por pessoa.
A partir de 2018, o Banco Mundial passou a adotar uma nova referência para o indicador condizente com as diferenças entre os países, estabelecendo três faixas de extrema pobreza para países com diferentes níveis de renda: US$ 1,90 por dia para países de renda baixa, US$ 3,20 por dia para países de renda média-baixa e US$ 5,50 para países de renda média-alta. Assim, quanto maior for o nível de renda média de um país, maior a linha de pobreza para que se mantenha a correspondência com o nível de rendimento médio de sua população. O Brasil é um exemplo de país de renda média-alta, logo, a linha de pobreza recomendada pelo Banco Mundial é de US$ 5,50 PPC por dia. Já Angola é um exemplo de país de renda média-baixa, logo a linha de pobreza recomendada pelo Banco Mundial é de US$ 3,20 PPC por dia. E Moçambique é um exemplo de país de renda baixa, logo a linha de pobreza recomendada pelo Banco Mundial é de US$ 1,90 PPC por dia.

## No Brasil
O Governo Federal adota como medida de extrema pobreza brasileira uma renda domiciliar mensal per capita abaixo de R$ 89,00 por pessoa em valores de 2019.

## Em Portugal
Em Portugal o limiar de pobreza, em 2015, era de 5269 euros anuais, ou seja 439 euros em 12 vezes.